# Kyrkofäderna

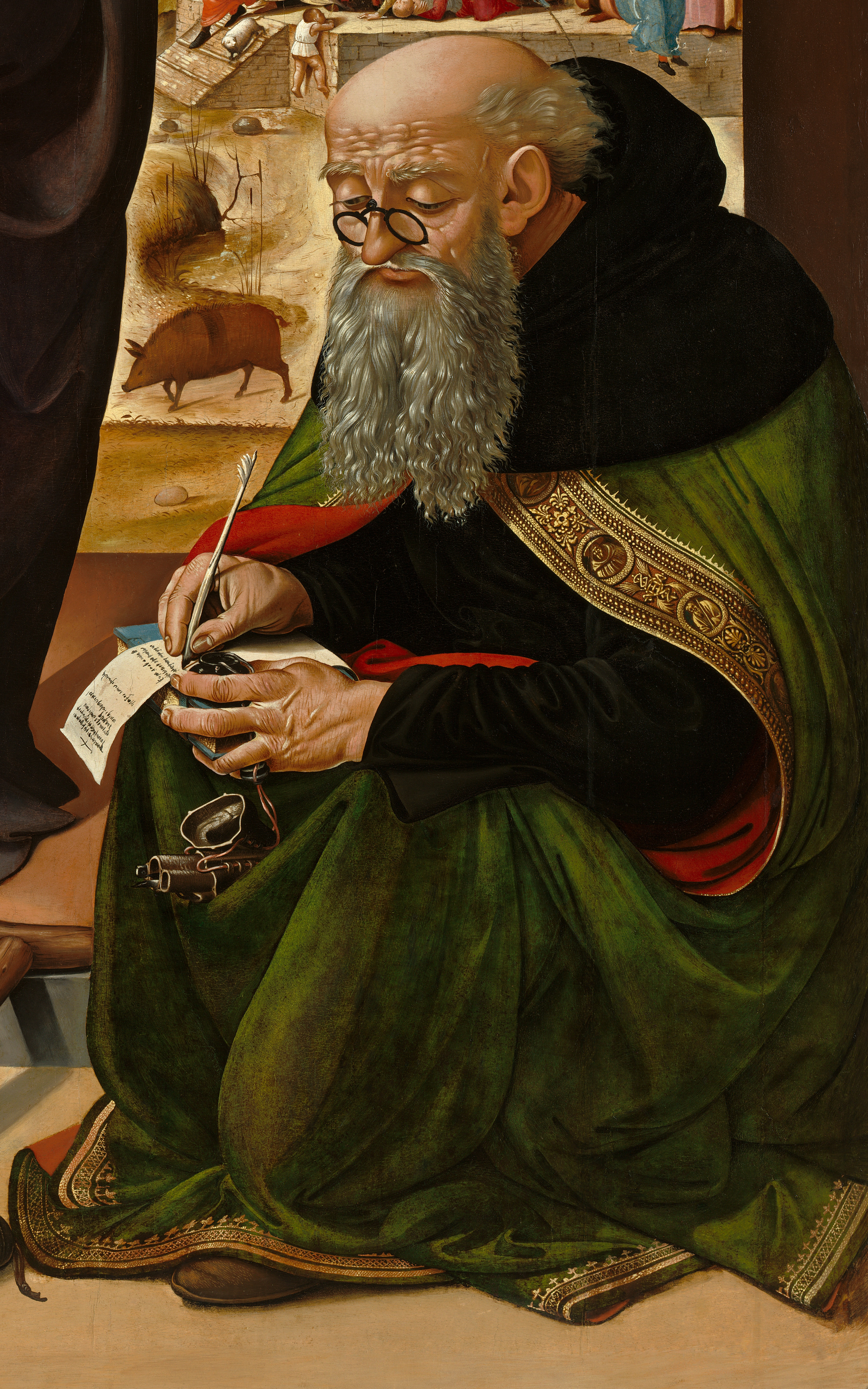
Helige Antonius.

Kyrkofader avser en auktoritativ representant inom fornkyrkan - den begynnande konsolideringen till katolska kyrkan och dess lära.
Kyrkofäder (latin patres ecclesiastici) benämndes i den gamla kyrkan först varje biskop, men från 400-talet endast sådana kyrkolärare, som genom sin verksamhet utövat ett avgörande inflytande på utvecklingen av kyrkans lära och liv och som särskilt gentemot den inom kyrkan framträdande "irrläran" utvecklat och försvarat det kyrkliga lärobegreppet. En kyrkofader är alltså i strängt kyrklig bemärkelse en person vars texter och exemplariska liv har bidragit till att upprätta, fördjupa och försvara den kristna läran. Det är någon vars undervisning är normativ och vars helighet är allmänt erkänd. Benämningen kyrkofader härleder sig av den från äldsta tider i såväl österlandet som västerlandet gängse seden att beteckna förhållandet mellan lärare och lärjungar med orden fader och söner (barn).

## Kyrkofäder
Den första generationen kristna ledare var lärjungar till de tolv apostlarna och tog följaktligen emot sin tolkning om den kristna tron från de som fått den förmedlad från Jesus Kristus. Bland dessa ledare finns Polykarpos, som var lärjunge till Johannes, Clemens I, som var en av de första påvarna från cirka 91 till cirka 101, och Ignatius som var biskop i Antiochia, Barnabas och Papias.
De som blev de mest kända av de tidiga kyrkofäderna är Klemens av Alexandria (början av 100-talet), Origenes (184-254), Tertullianus (cirka 160–225), Hieronymus (347–420), Johannes Chrysostomos (347–407), Irenaeus  (130–202), Ambrosius (340–397) och Augustinus (354–430). Vad de senare kyrkofäderna hade gemensamt var karaktärsfasthet, spartansk livsföring och självdisciplin. De ställde samtidigt samma krav på de kristna troende. De flesta var väl bevandrade i grekisk filosofi och försökte binda samman grekisk filosofi med kristendom genom att upptäcka kristna resonemang i grekisk filosofins olika skolor.  De försökte få fram att de grekiska filosofiska tankarna var en föregångare till Nya Testamentets tankar.
Kyrkofäderna har, genom en betoning på ett strikt organiserat, regelstyrt församlingsliv, strikta regler och föreskrifter, orsakat en del skador och kristendomen har därigenom förlorat mycket av sin frihet och spontanitet. Kyrkofäderna har en del gemensamma drag, de var nitiska, obevekliga i sina omdömen, med sträng återhållsam livsföring, hårda mot sig själv och ställde höga krav på församlingen, som Klemens, Tertullianus, Origenes, och slutligen Augustinus..
Heretiska eller schismatiska författare (som till exempel Arius eller Novatianus) räknas inte bland kyrkofäderna. Andra som faller utanför gruppen är historiker (Gregorius av Tours) eller diktare (Prudentius), därför att deras böcker inte behandlar doktrinära ämnen. Det finns kyrkofäder som har blivit utdömda av kyrkan och ändå utövat ett sådant inflytande att de räknas som kyrkofäder, eller som senare blivit återupprättade (Origenes, Theodoros av Mopsuestia). Den romersk katolska kyrkan uppställer numera följande fordringar på dem som skall kunna betraktas som kyrkofäder i egentlig mening: antiquitas (uråldrighet), doctrina orthodoxa (ren lära), sanctitas vitae (heligt liv) och approbatio ecclesiae (kyrkans godkännande). 
Kyrkofäderna erkänns dock av majoriteten kristna som en väsentlig referens. För den västerländska kyrkan tillhör de enbart den antika perioden. Sålunda anses den siste kyrkofadern i öster vara Johannes av Damaskus och den siste i väster Isidor av Sevilla. Efter kyrkofäderna har emellertid den västerländska kyrkan fortsatt att utse kyrkolärare. En del av fäderna är också kyrkolärare (som Athanasios av Alexandria eller Ambrosius av Milano), men man finner även betydelsefulla, senare gestalter i västkyrkan som Thomas Aquinas, Bernard av Clairvaux med flera bland dem. Den romersk-katolska kyrkan har en exakt lista på kyrkolärare och somliga kommer från så sent som på 1800-talet. Det finns ingen liknande kanonisk lista på kyrkofäder. I detta avseende liknar de helgonen, av vilka det finns lokala och universella.

## Ökenfäder
Den österländska kyrkan anser att en kyrkofader inte nödvändigtvis behöver vara en författare. Den tenderar till att betrakta även ökenfäderna som kyrkofäder, liksom även klosterväsendets grundare. Den helige Antonius och Moses den svarte räknas bland ökenfäderna. Det är då deras liv som förkunnar och bekräftar läran. I den ortodoxa traditionen är titeln kyrkofader inte strängt begränsad till antiken - även den medeltida läraren Gregorios Palamas betraktas allmänt som kyrkofader.

## Klassificering
Klassificeringen av kyrkofäderna kan ske på olika vis. De kan delas upp efter epoker (apostolisk, förnicensk, förchalkedonisk etc), inriktningen på deras verk (apologetik, refutation av kätteri), den intellektuella inriktningen (österländsk eller västerländsk, av den alexandrinska skolan eller den antiochitiska), språket (latin, grekiska eller syrianska), med flera kategorier. 
Läran om kyrkofäderna kallas vanligen för patristik.

## De förnicenska fäderna (till och med år 325)

### De apostoliska fäderna
- Författaren till Didaché (skrivet ca 100)
- Klemens av Rom (?–ca 101)
- Ignatios av Antiochia (ca 35–ca 108)
- Författaren till Barnabasbrevet (skrivet ca 70–130)
- Författaren till Hermas Herden (skrivet ca 130–140)
- Papias av Hierapolis (ca 70–ca 163)
- Polykarpos av Smyrna, lärjunge till aposteln Johannes (ca 69–ca 155)

### Fäder från 100-talet

#### Apologeterna
- Aristides av Athen (ca 130/140–?)
- Justinus martyren (100–165)
- Athenagoras (133–190)
- Tatianus syriern, Justinus lärjunge (före 155–efter 172)
- Meliton av Sardes (ca 160/170–?)
- Theofilos av Antiochia (ca 180–?)
- Författaren till Diognetios apologi (ca 140–200)

### Den antiheretiska litteraturen
- Irenaeus av Lyon, lärjunge till Polykarpos av Smyrna och biskop av Lyon (ca 130–202)
- Hippolytos av Rom (ca 170–235)

### Fäderna från 200-talet

#### Grekiska fäder
- Origenes (ca 185–254)
- Klemens av Alexandria (ca 150–efter 202)
- Dionysios av Alexandria (?–264/265)
- Petrus av Alexandria (?–311)
- Methodios av Olympos

#### Latinska fäder
- Tertullius (ca 155–efter 220)
- Minucius Felix (ca 200–?)
- Cyprianus av Kartago (ca 200–258)
- Lactantius, även kallad den kristne Ciceron (ca 260–ca 325)

## Kyrkofädernas guldålder (325–451)

### Fäderna som bekämpadearianismen
- Eustathios av Antiochia (230–327 eller 330)
- Eusebios av Caesarea (ca 265–339)
- Kyrillos av Jerusalem (?–387)
- Alexander av Alexandria (?–328)
- Athanasios av Alexandria (ca 296–373)
- Didymos den blinde (313–398)
- Hilarius av Poitiers (315–367)
- Marius Victorinus (?–efter 362)
- Ambrosius av Milano (339–394)
- Antonios Eremiten (251-356)

### De kappadokiska fädernaoch Johannes Chrysostomos
- Basileios av Cesarea (330–379)
- Gregorios av Naziansos teologen (329–390)
- Gregorios av Nyssa (335–394)
- Johannes Chrysostomos, patriark av Konstantinopel (345–407)

## Övriga fäder som levde under tiden för det andra, tredje och fjärde konciliet

### Grekiska fäder
- Kyrillos av Alexandria (omkring 380–444)
- Epiphanos av Salamina (död 403)

### Latinska fäder
- Rufus av Aquileia (?–410)
- Hieronymus (347–420)
- Augustinus, biskop av Hippo (354–430)
- Johannes Cassianus (omkring 360–435)
- Vincentius av Lerinum (400-talet)
- Sulpicus Severus (omkring 400)
- Leo den store, påve (406–461)

### Syriska fäder
- Efraim syriern (död 373)
- Diodoros av Tarsus (?–före 394)
- Theodoros av Mopsuestia (?–428)
- Theodoretos av Kyrros (?–omkring 466)

## Fäderna efterkonciliet i Chalkedon(efter 451)

### Grekiska fäder före denikonoklastiska striden
- Pseudo-Dionysios Areopagita (slutet av 400-talet)
- Sophronios av Jerusalem (död 644)
- Maximos bekännaren (580–662)

### Grekiska fäder som försvarade ikoner
- Germanos av Konstantinopel (död 740)
- Johannes av Damaskus (ca 675– ca 749)
- Theodorus Studita (död 826)

### Latinska fäder
- Eucherus av Lyon (?–449/455 ?)
- Boethius filosofen (480–524)
- Gregorius den store, påve (540–604)
- Isidor av Sevilla (560–636)

## Medeltida kyrkofäder
- Gregorios Palamas
- Bernhard av Clairvaux